# Synema scalare
Synema scalare es una especie de araña cangrejo del género Synema, familia Thomisidae, orden Araneae.

## Distribución
Esta especie se encuentra en África Central.

## Taxonomía
Fue descrita por Strand en 1913.
Tratamiento taxonómico
La especie aparece registrada y publicada en Arachnida. I. in: Wissenschaftliche Ergebnisse der Deutschen Zentral–Afrika–Expedition 1907–1908, unter Führung Adolf Friedrichs, Herzogs zu Mecklenburg. Schubotz, H. (ed.) Klinkhardt & Biermann Leipzig. 4(Zool. 2): 325–474.